# I Love Rock 'n' Roll
I Love Rock 'n Roll är ett musikalbum av Joan Jett & The Blackhearts från 1981. Titellåten I Love Rock 'n' Roll, skriven 1975 av Alan Merrill och Jake Hooker från The Arrows, blev en stor succé som singel. 

## Låtlista
Låtarna 12-15 är bonuslåtar och förekommer endast på CD-utgåvan från 2004.
1. I Love Rock 'n Roll (2:56)
2. (I'm Gonna) Run Away (2:29)
3. Love Is Pain (3:08)
4. Nag (2:47)
5. Crimson and Clover (3:18)
6. Victim of Circumstance (2:55)
7. Bits and Pieces (2:09)
8. Be Straight (2:42)
9. You're Too Possessive (3:36)
10. Little Drummer Boy (4:17)
11. Oh Woe Is Me (2:46)
12. Louie, Louie (2:58)
13. You Don't Know What You've Got (Live) (2:47)
14. Summertime Blues (2:18)
15. Nag (2:52) (Med The Coasters)